# Саввин, Соломон Давидович
Соломо́н Дави́дович Са́ввин (1900, Одесса — 1964, Грозный) — деятель ГПУ/НКВД СССР, подполковник государственной безопасности. Заместитель наркома внутренних дел Дагестанской АССР. Входил в состав особой тройки НКВД СССР, внесудебного и, следовательно, не правосудного органа уголовного преследования.
Депутат Верховного Совета Дагестанской АССР I созыва.

## Биография
Соломон Давидович Саввин родился в 1900 году в Одессе. В 1910 году окончил 3 класса начальной школы, а в 1913 году 3 класса ремесленного училища. Далее работал слесарем на различных предприятиях Одессы. В мае 1918 года вступил в РКП(б). С апреля 1919 года служба в РККА. В органах ВЧК−ОГПУ−НКВД с 1920 года.
- 1925 год — помощник уполномоченного КРО ГПУ УССР.
- 1926 год — уполномоченный секретно-оперативной группы Харьковского окротдела ГПУ.
- 1927—1930 годы — начальник 2-го отделения ИНФО ГПУ УССР, начальник УЧОСО Одесского окроотдела ГПУ, начальник Белоцерковского окроотдела ГПУ, начальник Кременчугского ГО ГПУ, начальник СО Донецкого оперсектора ГПУ.
- 1931—1936 годы — начальник СПО Донецкого оперсектора ГПУ, начальник СПО ПП ОГПУ по Западной области.
- 1936—1938 годы — заместитель начальника УНКВД по Дагестанской АССР, заместитель наркома внутренних дел Дагестанской АССР. Этот период отмечен вхождением в состав особой тройки, созданной по приказу НКВД СССР от 30.07.1937 № 00447[2] и активным участием в сталинских репрессиях[3].

## Завершающий этап
Арестован в январе 1939 года. Осуждён по статье 193-17 УК РСФСР 23 октября 1939 года Военным трибуналом войск НКВД Северо-Кавказского округа на 10 лет ИТЛ. Отбывал наказание в Архангельской области.
Указом Президиума ВС СССР от 02 октября 1941 года досрочно освобожден из ИТЛ со снятием судимости. Далее, в 1941—1943 годах — заместитель начальника прифронтового отделения 4 управления НКВД СССР, а в дальнейшем на руководящих должностях в Объединённом соединении партизанских отрядов и бригад под командованием Д. В. Емлютина. С ноября 1943 года по май 1945 года начальник штаба истребительных батальонов НКВД в Грозненской области.
По демобилизации до выхода на пенсию работал в различных организациях города Грозного. Скончался в 1964 году.

## Награды
- 20.12.1932 — Почётный сотрудник госбезопасности XV
- 19.12.1937 — Орден «Знак Почёта»
- 22.2.1938 — Медаль XX лет Рабоче-Крестьянской Красной Армии
- 20.9.1943 — Орден Красной Звезды
- Орден Отечественной войны I степени